# 南極洲保護區
南極洲保護區是南極條約體系制度下所保護的地區。該制度下有三種類型的保護區：
- 南極洲特別保護區（英语：Antarctic Specially Protected Area）（ASPA）：根據南極洲動植物保護措施（1964年起）與南極條約環境保護議定書附件五（2002年起）。
- 南極洲特別管理區（英语：Antarctic Specially Managed Area）（ASMA）：根據南極條約環境保護議定書附件五（2002年起）。
- 南極洲歷史遺跡與紀念碑（英语：Historic Sites and Monuments in Antarctica）（HSM）

為科學家和其他訪客制定了保護這些區域的準則。

## 外部連結
- 南極洲保護區官方數據庫 （页面存档备份，存于）於南極條約體系官網。